# Futbol'nyj Klub Dynamo Kyïv 2013-2014
Questa voce raccoglie le informazioni riguardanti il Futbol'nyj Klub Dynamo Kyïv, meglio conosciuta come Dinamo Kiev, nelle competizioni ufficiali della stagione 2013-2014.

## Maglie e sponsor
|  | Casa |  | Trasferta |

## Rosa
| N. |                        | Ruolo | Calciatore            |
| -- | ---------------------- | ----- | --------------------- |
| 1  | Ucraina (bandiera)     | P     | Oleksandr Šovkovs'kyj |
| 2  | Brasile (bandiera)     | D     | Danilo Silva          |
| 3  | Ucraina (bandiera)     | D     | Jevhen Selin          |
| 4  | Portogallo (bandiera)  | C     | Miguel Veloso         |
| 5  | Croazia (bandiera)     | C     | Ognjen Vukojević      |
| 6  | Austria (bandiera)     | D     | Aleksandar Dragović   |
| 7  | Paesi Bassi (bandiera) | A     | Jeremain Lens         |
| 9  | Ucraina (bandiera)     | A     | Roman Bezus           |
| 10 | Ucraina (bandiera)     | A     | Andrij Jarmolenko     |
| 11 | Nigeria (bandiera)     | A     | Brown Ideye           |
| 16 | Ucraina (bandiera)     | C     | Serhiy Sydorchuk      |
| 19 | Ucraina (bandiera)     | C     | Denys Harmash         |
| 20 | Ucraina (bandiera)     | C     | Oleh Husjev           |

| N. |                         | Ruolo | Calciatore            |
| -- | ----------------------- | ----- | --------------------- |
| 22 | Ucraina (bandiera)      | A     | Artem Kravets         |
| 23 | Ucraina (bandiera)      | P     | Oleksandr Rybka       |
| 24 | Croazia (bandiera)      | D     | Domagoj Vida          |
| 25 | Nigeria (bandiera)      | C     | Lukman Haruna         |
| 27 | Ucraina (bandiera)      | D     | Yevhen Makarenko      |
| 34 | Ucraina (bandiera)      | D     | Yevhen Khacheridi     |
| 35 | Ucraina (bandiera)      | P     | Maksym Koval          |
| 45 | Ucraina (bandiera)      | C     | Vladyslav Kalytvyncev |
| 52 | Ucraina (bandiera)      | P     | Heorhij Buščan        |
| 77 | Ucraina (bandiera)      | C     | Andrij Curikov        |
| 85 | RD del Congo (bandiera) | A     | Dieumerci Mbokani     |
| 90 | Marocco (bandiera)      | C     | Younès Belhanda       |

## Risultati

### Coppa d'Ucraina
| Arbitro: | Lisakovskyi |

|                                       |           |                         |
| Husjev 25’ (rig.) Jarmolenko 57’, 63’ | Marcatori | 47’ Morozjuk 64’ Bolbat |

| Arbitro: | Skyrida |

|  |           |                                            |
|  | Marcatori | 52’ Dudu 73’ Husjev 87’ Ideye 90+3’ Haruna |

| Arbitro: | Vaks |

|                       |           |                              |
| Blanco 19’ Yussuf 85’ | Marcatori | 7’, 43’ Ideye 73’ Jarmolenko |

| Arbitro: | Lisakovskyi |

|                                                   |           |  |
| Harmaš 26’, 40’ Jarmolenko 52’ (rig.) Mbokani 67’ | Marcatori |  |

| Arbitro: | Možarovs'kyj (Leopoli) |

|                            |           |           |
| Kucher 40’ (aut.) Vida 43’ | Marcatori | 57’ Costa |

## Statistiche

### Statistiche di squadra
| Competizione    | Punti | Totale | Totale | Totale | Totale | Totale | Totale | DR  |
| Competizione    | Punti | G      | V      | N      | P      | Gf     | Gs     | DR  |
| --------------- | ----- | ------ | ------ | ------ | ------ | ------ | ------ | --- |
| Prem"jer-lіha   | 53    | 28     | 16     | 5      | 7      | 55     | 33     | +22 |
| Coppa d'Ucraina | -     | 5      | 5      | 0      | 0      | 16     | 5      | +11 |
| Europa League   | 10    | 10     | 5      | 2      | 3      | 19     | 12     | +7  |
| Totale          | 63    | 43     | 26     | 7      | 10     | 90     | 50     | +40 |